# 愛媛県道156号桜井山路線
愛媛県道156号桜井山路線 （えひめけんどう156ごう さくらいやまじせん）は、愛媛県今治市を通る一般県道である。
起点から終点まで国道196号と並走するが、一度も交わることはない。また、起点から桜井小学校前交差点までは狭小区間となるため、時間帯一方通行に指定されている。

## 概要

### 路線データ
- 総延長：8.4 km
- 起点：今治市桜井（愛媛県道38号今治波方港線交点）
- 終点：今治市山路町1丁目5（愛媛県道38号今治波方港線交点）

## 歴史
- 1958年（昭和33年）6月27日 - 愛媛県告示第566号により、本路線を整理番号40番として県道に認定される[1]。
- 1972年（昭和47年）3月16日 - 愛媛県が愛媛県道156号桜井山路線として認定。

## 地理

### 交差する道路
- 国道317号
- 愛媛県道38号今治波方港線

### 沿線
- JR予讃線
  - 伊予桜井駅
  - 伊予富田駅
- 今治国分郵便局
- 今治市立西中学校
- 今治市立桜井小学校
- イオンスタイル今治馬越